# Хамиль
Хами́ль (настоящее имя — Андре́й Леони́дович Па́сечный; род. 19 октября 1979, Ростов-на-Дону) — российский рэп-исполнитель, автор текстов. Участник рэп-группы «Каста».

## Биография
Родился 19 октября 1979 года в городе Ростов-на-Дону. С самого детства проявлял интерес к музыке — первым музыкальным инструментом Хамиля стала шестиструнная гитара старшего брата.
Впервые услышал рэп в 1991 году, увидев клип MC Hammer’a «U Can’t Touch This».
После клипа в течение получаса не мог прийти в себя, сидел на полу и переваривал произошедшее, не мог понять как черному дяде удалось так складно рассказать про что-то под загадочный ритм. После этого началась целая серия открытий, информация поглощалась тоннами, кассеты скупались сотнями, пластинки дотирались до дыр. Заучивал тексты импортных рэперов и мог читать их, казалось, круглосуточно.
В 1996 году Андрей создал свою первую рэп-группу «Династия Альфа» (кроме него в неё входили Cash, Roketa и Advokat) и возглавил её под именем V.I.P. Posse. Написал несколько текстов. Коллектив просуществовал чуть больше года. Перед тем как группа распалась, ею был записан трек «Тёмный город» (без участия Андрея) для первого сборника ростовского хип-хопа «Первый удар» (1997). Летом 1998 года Андрей взял себе псевдоним «Хамелеон» и вместе с Влади и Белым Буддой (Роман Илюгин) записал свой дебютный трек «Свободный стиль». Весной 1999 года принял участие в записи трека «Трёхмерные рифмы» (Шым, Кактус, Влади, Змей, Хамелеон). 2 июля 1999 года объединение «Каста» выпустило на ростовском лейбле Duncan Records альбом-сборник «Трёхмерные рифмы», на который вошло два трека с участием Хамелеона: «Свободный стиль» (1998) и «Трёхмерные рифмы» (1999).
Летом 1999 года Хамиль стал третьим участником группы «Психолирик» (Влади, Шым, Хамиль) и дуэтом с Влади записал трек «Кто будет пить с нами!?», который был выпущен на микстейпе «Hip-Hop Party Mix (Mixed by Влади & Электроник)» от лейбла Duncan Records 30 октября. В ноябре 1999 года «Психолирик» преобразовался в группу «Каста»: Влади, Шымон и Хамелеон. «Каста» записала два трека — «Наши люди» и «Мы берём это на улицах» (вторая версия), с которыми триумфально выступила на ежегодном международном фестивале Rap Music в Московском дворце молодёжи 27 ноября 1999 года, и получила Гран-при.
В 2000 году, после знакомства с продюсером Аркадием Слуцковским, был организован лейбл Respect Production, после чего Андрей (уже взявший к этому времени псевдоним «Хамиль») в составе «Касты» начал активно гастролировать по стране. Тогда же он перевёлся с факультета экономики РГУ на факультет психологии.
В 2002 году, после выхода диска «Громче воды, выше травы», Хамиль взялся за работу над сольным альбомом. Одновременно появилась идея построить собственную звукозаписывающую студию, и с помощью его отца и «Объединённой касты», это строительство было осуществлено в рекордные сроки. Весной 2003 года Хамиль оборудовал новую студию звукозаписи «Собино» в Ростове.
12 ноября 2004 года лейбл Respect Production выпустил сольный альбом Хамиля «Феникс» на компакт-дисках. Название альбома отсылает к легенде о волшебной птице Феникс, которая живёт пять столетий и сжигает себя в погребальном огне, возрождаясь после смерти из собственного пепла. Над концептуальным альбомом поработала вся «Каста», а Влади выступил в качестве битмейкера и звукорежиссёра. В музыкальном плане альбом сохранил «кастовые» традиции ритма и андеграундного звука, а тексты пропитаны мистицизмом. Хамиль представил альбом как книгу, в которой есть страшные и волнующие вещи, серьёзные боевые темы и много интерлюдий и предысторий. По словам Влади, он работал над альбомом два года, в итоге получился огромный том, в котором отражены разные временные эпохи и разные ментальные состояния. Хамиль и Влади рассказали о каждом треке с альбома читателям Rap.ru. Капитолина Деловая из «Московского комсомольца» нашла альбом философским, полумистически притчевым, который, по словам участников группы, пропитан борьбой света и тьмы внутри человека. Андрей Никитин из Rap.ru назвал «Феникс» «сборником причудливых историй и мистических притч» и отметил, что иногда в куплетах стремление к изысканности «перегружает создаваемую картину лишними деталями» и «мешает целостности восприятия» («Кукловод», «Стон искалеченных земель», «Радость битвы»). По мнению Владимира Баскова из InterMedia, альбом наполнен философскими притчами и историями из жизни мудрого человека, при этом из общего настроения пластинки выбиваются треки «Гончая» (анекдотичная история из жизни) и «Вечер красит город» (песня о молодости участников «Касты»). Презентация альбома состоялась в клубе «Точка» 12 ноября. 1 и 2 ноября в одном из глухих дворов Москвы состоялись съёмки малобюджетного видеоклипа на песню «Черви ненависти» (при участии «Песочных людей») (режиссёр: Андрей Рамазов, Оксана Шкворникова; оператор: Павел  Костомаров). По замыслу видео должно было попасть на компакт-диск альбома «Феникс», однако постпродакшн затянулся и работа над видео была завершена с опозданием. Интернет-премьера клипа состоялась на сайте Rap.ru 24 декабря: чёрно-белое видео стилизовано под хип-хоп-клипы начала 1990-х и предназначено исключительно для интернет-аудитории.
Летом 2007 года он успешно окончил факультет психологии РГУ по специальности психолог-преподаватель, отклонив предложение об аспирантуре.
В 2008 году в составе «Касты» был издан второй альбом «Быль в глаза».
В 2009 году снялся в клипе на совместную композицию МС Молодого (Tony P.) и Смоки Мо «Игра в реальную жизнь» при участии DJ Nik-One.
В 2010 году совместно со «Змеем» выпустил альбом «ХЗ».
Летом 2021 года вместе с женой и ребёнком эмигрировал в Португалию.
11 июля 2023 года Хамиль сообщил, что 20 июня чуть не умер от остановки сердца во время пробежки в Португалии. Ему экстренно провели операцию по стентированию коронарной артерии.

## Дискография
Сольные альбомы
- 2004 — «Феникс»

Совместные альбомы
- 2010 — «ХЗ» (совместно с Змеем)

Синглы
- 2012 — «С новым годом, мама!» (сольный сингл, совместно с Гигой и ST)
- 2014 — «Нелётная»

Альбомы в составе «Объединённой касты»
- 1999 — «Трёхмерные рифмы»
- 2000 — «В полном действии»

Альбомы в составе группы «Каста»
- 2002 — «Громче воды, выше травы»
- 2008 — «Быль в глаза»
- 2017 — «Четырёхглавый орёт»
- 2019 — «Об изъяне понятно»
- 2020 — «Чернила осьминога»
- 2021 — «Альбомба»
- 2024 — «Новинки зарубежного рэпа»

Синглы в составе группы «Каста»
- 2001 — «На порядок выше» (макси-сингл)
- 2002 — «Горячее время» (макси-сингл)
- 2006 — «По приколу» (макси-сингл)
- 2014 — «На весь район» (сингл)
- 2014 — «Корабельная песня» (сингл)
- 2014 — «Россиянцы и американе» (сингл)

Участие
- 2002 — «Что нам делать в Греции» (альбом Влади)
- 2004 — «Пока никто не умер» (альбом группы «Ю.Г.»)
- 2005 — «Кипеш» (альбом группы «Грани»)
- 2006 — «Караван теней» (альбом группы «Антанта»)
- 2007 — «Символ Кастовой печати» (альбом Фетиса («Доброе зло»)
- 2007 — «Хобосапиенс» (альбом DJ Хобот)
- 2008 — «Оковам вопреки» (неизданный альбом Фетиса («Доброе зло»)
- 2009 — «Машинопись» (трибьют группе «Машина времени»)
- 2010 — «От души душевно в душу» (альбом Бледнолицего Панамы)
- 2010 — «Если ты ещё не понял» (альбом группы No Luv Connection)
- 2011 — «Колесо — оба зрения» (альбом группы «Песочные люди»)
- 2011 — «Свежее мясо» (альбом ремиксов группы «Крёстная семья»)
- 2011 — «Пешком от Бога» (альбом дуэта Jo Cash & Sedoy’Si)
- 2011 — «Гипноз» (LP группы «Фаренгейт»)
- 2012 — «Ясно!» (альбом Влади)
- 2012 — «Музыка с дыханием» (альбом группы «Космокот»)
- 2013 — «Соматика» (альбом Гиги)
- 2013 — 25 (сборник ST)
- 2014 — «Разгар» (альбом RasKar’а)
- 2014 — «Свежий расслабон» (альбом Кравца)